# Зограф, Ирина Тиграновна
Ири́на Тигра́новна Зограф (17 декабря 1931, Моздок, Северо-Кавказский край — 3 декабря 2022, Санкт-Петербург) — советский и российский лингвист, востоковед-китаист, доктор филологических наук, советник Института восточных рукописей РАН.

## Биография
Ирина Тиграновна Зограф (Бабиева) родилась 17 декабря 1931 г. в Моздоке Северо-Кавказского края (сейчас Северная Осетия). В 1949 году поступила на Восточный факультет Ленинградского государственного университета (специальность китайская филология). В 1955—1958 годах обучалась в аспирантуре Ленинградского отделения Института востоковедения АН СССР.
В 1962 году защитила кандидатскую диссертацию на тему «Грамматические особенности китайского языка XII—XIV вв. (по памятнику „Цзин бэнь тунсу сяошо“)».
В 1958—2014 годах работала в Санкт-Петербургском филиале Института востоковедения РАН, с 1977 года — старшим научным сотрудником, ведущим научным сотрудником.
В 1981 году защитила докторскую диссертацию по монографии «Среднекитайский язык (становление и тенденции развития)».
Неоднократно направлялась с научными целями в зарубежные командировки: в 1990 году в Китай (Пекин — Шанхай), в 1991 году — во Францию (Париж), в 1994 и 1995 годах — в Германию (Берлин).
Скончалась 3 декабря 2022 года.

## Семья
Муж — Георгий Александрович Зограф (1928—1993), советский и российский лингвист и переводчик, д. ф. н., автор многочисленных трудов по индоарийскому языкознанию, один из авторов Большого хинди-русского словаря.
- Сын — Пётр (род. 1957), математик и физик-теоретик, д. ф.-м. н., ведущий научный сотрудник лаборатории математических проблем физики Санкт-Петербургского отделения Математического института имени В. А. Стеклова РАН, директор Международного математического института имени Л. Эйлера[5].

## Научная деятельность
В книге «Очерк грамматики среднекитайского языка (по памятнику „Цзин бэнь тунсу сяошо“)» (1962) предпринимается попытка комплексной характеристики грамматического строя старомандаринского языка XII—XIV вв. Автор опирается в основном на один литературный источник эпохи Сун — «Простонародные рассказы, изданные в столице» (X—XIII вв.), памятник средневековой китайской литературы, отражающий ранний мандаринский язык, тем не менее, грамматический материал, анализируемый в работе, является характерным для севернокитайского языка данного периода в целом. Язык «Простонародных рассказов» сопоставляется с языком художественной прозы XIV—XVIII вв. Исследуются его грамматические особенности — слова-заместители, отрицания, предлоги, пассивные конструкции и проч.
В монографии «Среднекитайский язык (становление и тенденции развития)» (1979) объектом изучения является старомандаринский язык Х—ХV вв. Автор описывает характерные грамматические черты формирующегося письменного мандаринского («байхуа») и показывает ход его последовательного развития.
Работа «Монгольско-китайская интерференция (язык монгольской канцелярии в Китае)» (1984) посвящена изучению старомандаринского языка монгольской канцелярии в империи Юань XIII—XIV вв. Исследование опирается на переводные официальные документы того периода — льготные грамоты, а также их монгольские оригиналы. Характеризуются грамматические особенности рассмотренных текстов, приводятся образцы документов-надписей с переводом, комментарием и словарём.
В работе «Официальный вэньянь» (1990) исследуется классический китайский язык конца XIX — начала XX века, его особенности в сравнении с древнекитайским языком. Классический китайский поздних периодов впервые стал предметом специального научного рассмотрения. В предыдущих работах Зограф изучалось развитие письменного севернокитайского (байхуа), формировавшегося на разговорной основе. Первая часть монографии посвящена синтаксису позднего классического китайского, вторая — служебным и полуслужебным словам.
Монография «Методы изучения истории изолирующего языка с иероглифической письменностью» (2008) обобщает работы предыдущих лет по исследованию старомандаринского и классического китайского.

## Основные работы
- Очерк грамматики среднекитайского языка (по памятнику «Цзин бэнь тунсу сяошо») / Отв. ред. С. Е. Яхонтов. — М.: ИВЛ, 1962.
- Описание китайских рукописей Дуньхуанского фонда Института народов Азии. В 2 вып. Вып. 2 / Отв. ред. Л. Н. Меньшиков. — М.: Наука, ГРВЛ, 1967. — 687 с. (соавт. Воробьёва-Десятовская М. И., Мартынов А. С., Меньшиков Л. Н., Смирнов Б. Л.)
- Среднекитайский язык (к вопросу о периодизации истории китайского языка) // Письменные памятники и проблемы истории культуры народов Востока. XI годичная научная сессия ЛО ИВ АН СССР. Ч. 2. — М.: ГРВЛ, 1975. — С. 52—55.
- Среднекитайский язык (становление и тенденции развития). — М.: Наука, ГРВЛ, 1979.
- Хрестоматия по истории китайского языка / Отв. ред. Б. Л. Рифтин. — М.: ГРВЛ, 1982. — 147 с. (соавт. Гуревич И. С.)
- Монгольско-китайская интерференция (язык монгольской канцелярии в Китае). — М.: Наука, ГРВЛ, 1984.
- Официальный вэньянь / Отв. ред. С. Е. Яхонтов. — М.: Наука, ГРВЛ, 1990. — 342 с.
- «Юань-чао би-ши» и пекинский диалект юаньской эпохи // Mongolica: К 750-летию «Сокровенного сказания». — М.: Наука. Издательская фирма «Восточная литература», 1993. — С. 256—293.
- Эцзан Дуньхуан ханьвэнь сецзюань сюйлу (Описание китайских рукописей Дуньхуанского фонда Института народов Азии). В 2 вып. Вып. 2 / Отв. ред. Л. Н. Меньшиков. — Шанхай, 1999. (соавт. Воробьёва-Десятовская М. И., Мартынов А. С., Меньшиков Л. Н., Смирнов Б. Л.)
- Среднекитайский язык (опыт структурно-типологического описания). — СПб.: Наука, 2005. — 260 с.
- Хрестоматия по китайскому языку (ранний бай-хуа и поздний вэньянь). — СПб.: Петербургское Востоковедение, 2005. — 160 с.
- Методы изучения истории изолирующего языка с иероглифической письменностью. — СПб.: Наука, 2008. — 223 с.

### Переводы
- Пятнадцать тысяч монет // Средневековые китайские рассказы. — М.: ИВЛ, 1962. — 152 с.
- Простонародные рассказы, изданные в столице. — СПб.: Центр «Петербургское Востоковедение», 1995. — 296 с.
- Классическое конфуцианство. Том II. Мэн-цзы, Сюнь-цзы / Пер., статьи, комм. И. Т. Зограф. — СПб.: Нева; М.: Олма-пресс, 2000.
- О сознании (Синь): Из философского наследия Чжу Си / Пер. с кит. А. С. Мартынова и И. Т. Зограф; Вступ. ст. и коммент, к пер. А. С. Мартынова; Грам. очерк И. Т. Зограф.— М.: Восточная литература, 2002. — 318 с.